# Asceles elongatus
Asceles elongatus är en insektsart som beskrevs av Ludwig Redtenbacher 1908. Asceles elongatus ingår i släktet Asceles och familjen Diapheromeridae. Inga underarter finns listade i Catalogue of Life.